# 달리는 라디오 (울산주말)
김준원, 피현아의 주말 달리는 라디오는 TBN 울산교통방송(FM 104.1MHz)에서 주말 저녁 6시부터 7시 53분까지 방송되는 울산 지역의 퇴근길 라디오 프로그램이다.

## 코너소개

### 일일 코너
- 달라 퀴즈! : 토, 일 다른 주제의 청취자 참여 코너
- 함월산 김보살! : 무엇이든 물어보면 답해주는 김보살과 엉뚱한 조여사가 함께하는 시사풍자 콩트
- 오늘의 만평(콩트) : 라디오로 풀어보는 사회진단 코너

### 주간 코너
- (토) 가족의 세계 : 상황극과 함께 가족문제, 아동문제를 풀어가는 시간
- (일) 톡!터지는 생활영어 : 다양한 상활에서 쓸모있는 영어 한문장을 배워보는 시간
- (토) 아하! 그노래 : 노래가사로 노래를 맞춰보는 퀴즈
- (일) 아하! 그대사 : 명대사를 통해 인물을 맞춰보는 퀴즈
- (토) 달라잡학사전 : 엉뚱하지만 유용한 생활정보
- (일) 달라교통사전 : 헷갈리는 교통에 관한 정보전달